# Футбольная ассоциация Тувалу
Футбол в Тувалу развит на всех девяти атоллах в стране. Каждый атолл представлен не менее чем одной командой, которая в свою очередь имеет несколько составов, выступающих в разных дивизионах. Сдерживающим фактором развития футбола в Тувалу является отсутствие собственных стадионов на атоллах, за исключением атолла Фунафути, где находится единственный стадион Тувалу — Ваиаку.

## Футбольная ассоциация

### История
Ассоциация футбола Тувалу — была основана в 1976 году. Штаб-квартира Ассоциации располагается в Ваиаку, административном центре острова Фонгафале атолла Фунафути (сам атолл является столицей Тувалу, тихоокеанского государства в Полинезии). Тувалу является ассоциированным членом Конфедерации футбола Океании с 2006 года. В отборочных играх к чемпионату мира и в кубке наций ОФК участия не принимает.

### Руководство
- Президент ассоциации — Тапугао Фалефоу.
- Тренер сборной—Фоппе де Хаан

### Команды Тувалу
- Nauti FC
- Lakena United
- Lakena United B
- Amatuku
- Colonial Club
- Funafuti A
- Funafuti B
- Funafuti C
- Nanumanga
- Nanumanga B
- Nanumanga C
- Nanumea A
- Nanumea B
- Nanumea C
- Niutao A
- Niutao B
- Niutao C
- Nui A
- Nukufetau Atoll
- Nukufetau A
- Vaitupo A
- Vaitupo B
- Vaitupo C
- U.S.P. (University Of South Pacific)
- FC Manu Laeva (Tuvalu Game Championship 2008,2009 & 2011)

## Успехи

### Сборная
Сборная Тувалу по футболу принимала участие исключительно в Кубке Тихоокеанских игр (в 1979, 2003 и 2007 годах). Наиболее успешным было выступление в 1979 году — четвертьфинал соревнований.
В отборочных играх к чемпионату мира и в кубке наций ОФК сборная Тувалу по футболу участия не принимала.

### Национальные команды
Наиболее успешной командой в Тувалу являются:
- Лакена Юнайтед:  либо  финалист чемпионата Тувалу 2006 (результат финала неизвестен), обладатель кубка Тувалу 2002.

В клубных турнирах ОФК команды Тувалу участия не принимают.